# Volpeglino
Volpeglino é uma comuna italiana da região do Piemonte, província de Alexandria, com cerca de 160 habitantes. Estende-se por uma área de 3,22 km², tendo uma densidade populacional de 50 hab/km². Faz fronteira com Berzano di Tortona, Casalnoceto, Castellar Guidobono, Monleale, Viguzzolo, Volpedo.

## Demografia
| Variação demográfica do município entre 1861 e 2011                               |
|                                                                                   |
| Fonte: Istituto Nazionale di Statistica (ISTAT) - Elaboração gráfica da Wikipedia |